# Großer Roter Fleck

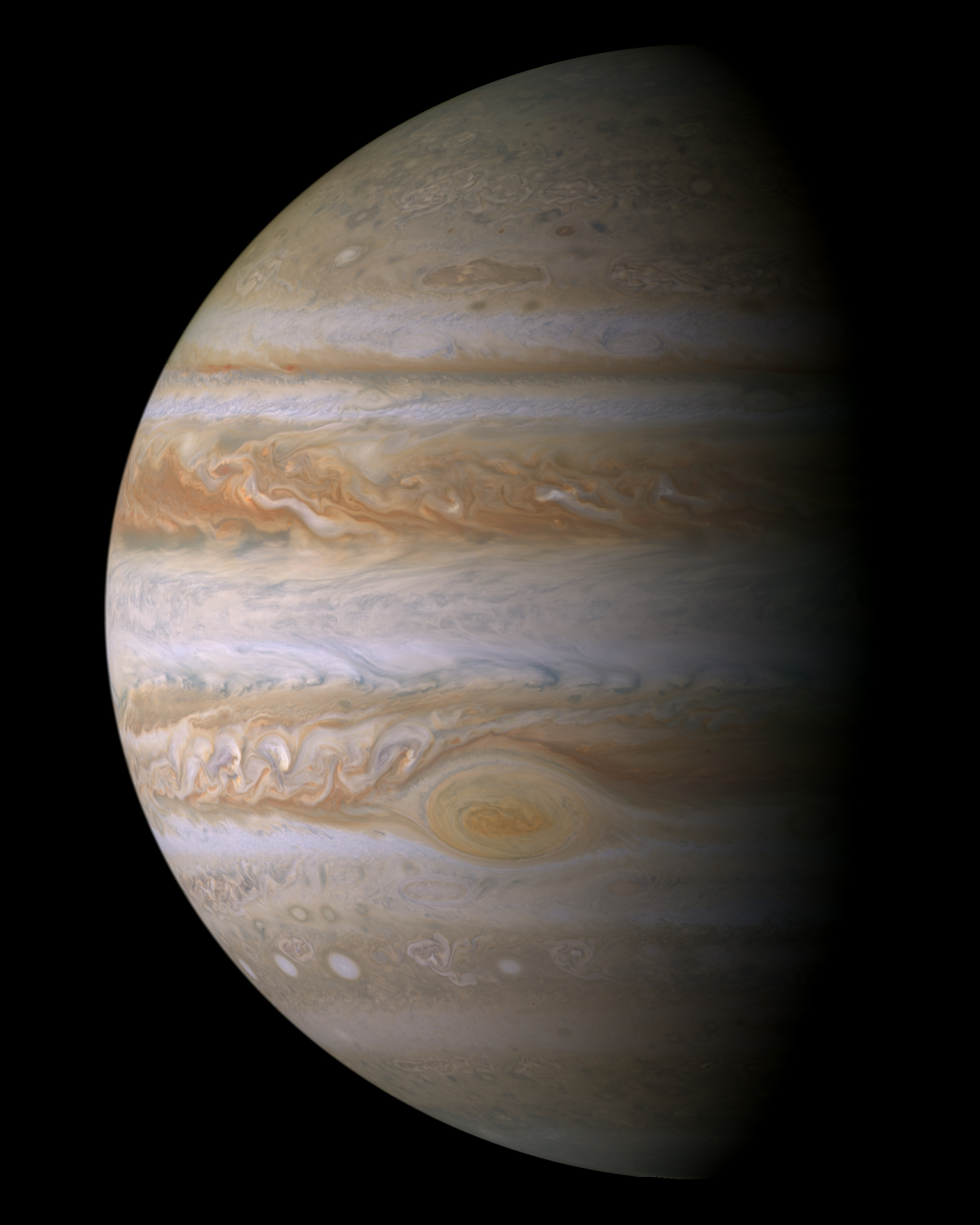
Jupiter mit dem großen Roten Fleck aus der Sicht der Raumsonde „Cassini“ im Dezember 2000

Der Große Rote Fleck ist ein auffälliger und langlebiger Sturm in Jupiters Atmosphäre. Meteorologisch gesehen ist er ein Hochdrucksystem auf der Südhalbkugel des Planeten. Dieses System erzeugt einen antizyklonalen Sturm, welcher der größte im Sonnensystem ist. Er befindet sich in der südlichen Tropenzone und ist etwa eineinhalb mal so breit wie der Durchmesser der Erde. Die Windgeschwindigkeiten betragen bis zu 680 km/h. Erste Beobachtungen eines Flecks auf Jupiter stammen aus der Zeit von 1665 bis 1713. Gegenwärtig ist es im wissenschaftlichen Diskurs strittig, ob es sich bei dieser Struktur tatsächlich um denselben Wirbelsturm handelt, der erst ab 1831 erneut vom Astronomen Samuel Heinrich Schwabe beobachtet wurde. (Stand: Juni 2024) 1878 begann die kontinuierliche Beobachtung des Sturms. Ab den 1970er Jahren wurden Raumsonden zum Jupiter gesendet, die vor Ort sehr exakte Messungen des Sturms durchführen konnten.
Der Fleck hat im Allgemeinen eine rötliche Färbung und eine leicht ovale Form. Die Färbung kann schwanken von einem kräftigen Ziegelrot über Lachsfarben bis hin zu Orange. Die Quelle der roten Färbung ist unbekannt; die Vermutungen reichen von Schwefel- und Phosphorverbindungen bis hin zu organischem Material, die alle durch Blitzentladungen oder photochemische Reaktionen in großer Höhe entstehen könnten. Die Langlebigkeit des Großen Roten Flecks lässt sich zum Teil dadurch erklären, dass Jupiter keine feste Oberfläche besitzt. Die Größe und Beständigkeit des Großen Roten Flecks machen ihn einzigartig unter den Sturmsystemen des äußeren Sonnensystems. Es gibt jedoch noch keine anerkannte Theorie, die alle Aspekte des Sturms erklären kann.
Der Sturm behält seinen Breitengrad bei, weil er sich zwischen zwei gegenläufigen Luftströmen bewegt. Schon früh wurde auch beobachtet, dass seine Umlaufzeit um Jupiter variiert. Er interagiert immer wieder mit kleineren Stürmen in seiner Umgebung, die er bei Begegnung auch mit aufnimmt. Seit Wissenschaftler Ende des 19. Jahrhunderts mit regelmäßiger Beobachtung des Sturms begonnen haben, haben sie festgestellt, dass der Sturm gelegentlich schrumpft und wächst. Seit den 1920er Jahren herrscht ein Schrumpfungstrend vor: Im April 2017 hatte der Sturm eine Breite von 16.350 km. Das ist etwa ein Drittel der Größe, die Beobachter in den 1800er Jahren feststellten. Der Große Rote Fleck erstreckt sich 8 km über die Hauptwolkenschichten des Jupiters. Der Sturm reicht bis 500 km in die Atmosphäre Jupiters hinein, was ihn relativ zu seinem Durchmesser flach erscheinen lässt.

## Beobachtungsgeschichte

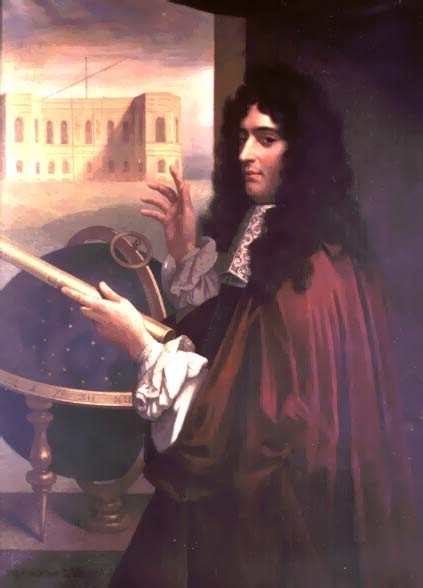
Giovanni Domenico Cassini (1625–1712)

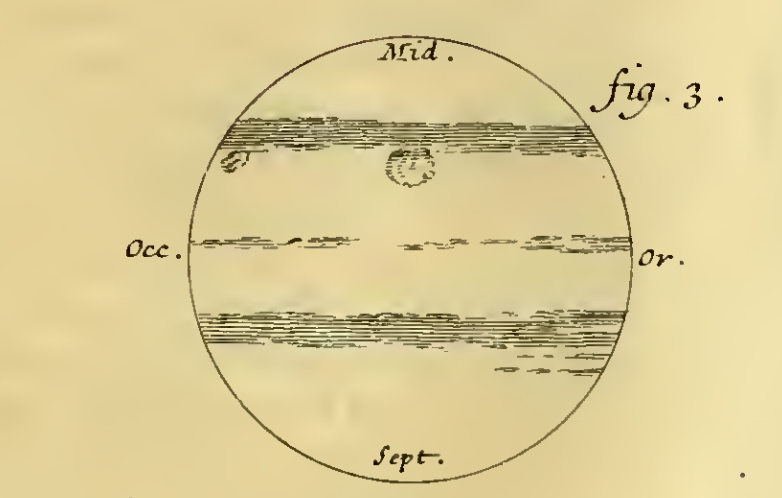
Zeichnung des Großen Roten Flecks auf Jupiter von Cassini vom 19. Januar 1672, Süden ist oben.

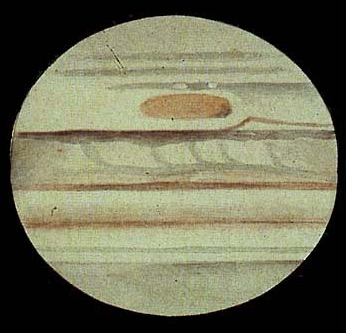
Der Große Rote Fleck, gezeichnet von Thomas Gwyn Elger im November 1881

Die erste aufgezeichnete Beobachtung einer äquivalenten atmosphärischen Struktur wird häufig Robert Hooke, einem Universalgelehrten des 17. Jahrhunderts, zugeschrieben. In seinen Aufzeichnungen hat er festgehalten, dass er am 9. Mai 1664 gegen 9 Uhr abends einen kleinen Fleck im größten der drei dunkleren Gürtel des Jupiters beobachtete. Nachdem er diesen von Zeit zu Zeit beobachtet hatte, bewegte sich der besagte Fleck innerhalb von zwei Stunden von Osten nach Westen, etwa um die halbe Länge des Durchmessers des Jupiters. Möglicherweise war diese Beobachtung keine Sichtung des Großen Roten Flecks. Der Astronom Marco Falorni äußerte 1987, dass der beobachtete „kleine Fleck“ in der heute als nördlicher Äquatorialgürtel bekannten Struktur eingebettet war. Für diese Bewertung zog er dabei Hookes ursprüngliche Meldung und eine Aufzeichnung aus dem Jahr 1666 als Grundlage hinzu. Heute ist der Große Rote Fleck jedoch im südlichen Äquatorialgürtel zu finden. Der Jupitermond Kallisto befand sich zu dieser Zeit nahe zu einem Transit vor Jupiter. So scheint es, dass Hooke eher den Schatten eines Satelliten anstatt des Flecks beobachtete.
Der Astronom Giovanni Domenico Cassini schrieb im Jahr 1665 über einen „permanenten Sturm“. Er bezog sich damit vermutlich auf den Großen Roten Fleck. Cassini wollte die Rotationsperiode des Jupiters bestimmen, die damals noch nicht bekannt war. Dazu musste er unterscheiden, welche Flecken durch den Transit eines Mondes oder den Schattens eines Mondes auf dem Planeten verursacht wurden. Nur die übrigen Flecken konnten so auf der Oberfläche des Planeten sein. Cassini beobachtete den roten Fleck wahrscheinlich erstmals zwischen Sommer und Herbst 1665. Cassini war in der Lage, solche Flecken auszusortieren, die wahrscheinlich durch den Schatten eines Satellitentransits verursacht wurden. Er konnte zeigen, dass die verbleibenden Sichtungen des Flecks in seinen Daten tatsächlich auf der Oberfläche des Jupiters lagen. So konnte er die Rotationsperiode des Jupiter zu 9 Stunden und 56 Minuten ableiten.
Es ist jedoch unklar, ob bei den Sichtungen im 17. Jahrhundert der dann erst im 19. Jahrhundert wiederaufgefundene Große Rote Fleck beobachtet wurde. Zwischen seiner möglichen Entdeckung im 17. Jahrhundert und der Zeit, in der er nach 1830 untersucht wurde, gibt es keine gesicherten Beobachtungen. Ob sich der ursprüngliche Fleck aufgelöst und neu gebildet hat, ob er verblasst ist oder ob die Beobachtungsdaten schlecht waren, ist unbekannt.
Nach 1713 sind über ein Jahrhundert lang keine Beobachtungen des roten Flecks dokumentiert. Er wurde erst 1831 auf einer vom Amateurastronomen Samuel Heinrich Schwabe erstellten Zeichnung des Jupiters wiederentdeckt. Schwabe war ein deutscher Apotheker, der vor allem für seine Entdeckung bekannt ist, dass Sonnenflecken in einem Zyklus von etwa 11 Jahren zu- und abnehmen. In der folgenden Zeit gibt es Zeichnungen vom Jupiter, die den Fleck zeigen. Diese wurden 1857 von William Rutter Dawes, einem englischen Geistlichen, 1870 von Alfred M. Mayer, einem Astronomen der Lehigh University, in den 1870er Jahren von Lawrence Parsons, 4. Earl of Rosse und danach von vielen anderen Beobachtern angefertigt. Mayer beschrieb z. B. eine „rötliche elliptische Linie, die unter dem südlichen Äquatorialgürtel liegt“ und die deutlicher wurde, je mehr sie sich dem Zentrum der Scheibe nähere.
Um 1879 begann sich der große rote Fleck zu einem auffälligen Beobachtungsobjekt zu entwickeln. Um diese Zeit wurde er weithin bekannt und erhielt seine heutige Bezeichnung. 1880 erreichte er mit einer Länge von 40.000 km und einer Breite von 14.000 km seine maximale Ausdehnung. Schon 1882 begann der Fleck stetig zu verblassen, so dass Astronomen 1890 annahmen, dass er schließlich verschwinden würde. Doch schon ein Jahr später stoppte das Verblassen. Seit dieser Zeit steht der Fleck unter kontinuierlicher Beobachtung. Ungefähr ab dem Jahr 1920 bemerkten die Astronomen, dass der Sturm kleiner wurde.
Die ersten Raumsonden ins äußere Sonnensystem konnten Jupiter und den Großen Roten Fleck genauer untersuchen. Erste niedrig aufgelöste Fotos gelangen Pioneer 10 am 4. Dezember 1973 und beim Vorbeiflug von Pioneer 11 im Dezember 1974. Die Raumsonde Voyager 1 konnte im Februar 1979 bereits in einer Entfernung von 9,2 Millionen km erste detaillierte Bilder des Flecks aufnehmen. Details von bis zu 160 km Größe konnten aufgelöst werden. Bei weiterer Annäherung an den Planeten im März steigerte sich die Auflösung, so dass nur wenige Kilometer große Oberflächenstrukturen sichtbar wurden. Schon im Juli desselben Jahres folgte Voyager 2 auf der großen Tour durch das äußere Sonnensystem. Diese Sonde konnte den Fleck aus einer Entfernung von 2,6 Millionen km fotografieren. Mit dem Infrarot-Spektrometer (IRIS) der Sonden konnte die thermische Struktur oberhalb des Großen Roten Flecks bestimmt werden.
Mit Galileo konnte die erste Sonde, die Jupiter permanent umkreiste, das Jupitersystem von 1995 bis 2003 genauer untersuchen. Der Große Rote Fleck wurde am 26. Juni 1996 bis zu einer Auflösung von 30-36 km/Pixel aufgenommen. Anhand der Aufnahmen konnte die Windgeschwindigkeit innerhalb des Sturms bestimmt werden. Am 30. Dezember 2000 flog die Raumsonde Cassini auf ihrem Weg zum Saturn am Planeten Jupiter vorbei; auch hierbei gelangen Aufnahmen des Sturms. Seit 2016 umkreist die Raumsonde Juno Jupiter auf einer polaren Umlaufbahn. Am 11. Juli 2017 überflog sie den Großen Roten Fleck in einer Entfernung von 8000 km und machte dabei von ihm mehrere Aufnahmen. Mit dem Mikrowellenradiometer-Instrument wurde der Aufbau des Sturms bestimmt. Während der Dauer der Juno-Mission wird die Raumsonde weiterhin die Zusammensetzung und Entwicklung der Jupiteratmosphäre untersuchen.

## Jupiters Atmosphäre
Der Große Rote Fleck ist eingebettet in Jupiters vielfältige und stürmische Atmosphäre. Jupiter hat den elffachen Durchmesser der Erde und die 318-fache Erdmasse und besteht hauptsächlich aus Helium und Wasserstoff. Seinen Kern umgibt ein flüssiger Ozean aus Wasserstoff, und die Atmosphäre besteht hauptsächlich aus Wasserstoff und Helium. Im Gegensatz zu erdähnlichen Planeten gibt es keinen festen Boden. So hat er keine Kontinente oder Ozeane; seine Atmosphäre geht nahtlos in das flüssige Innere des Planeten über. Auf der Erde führen die Landmassen dazu, dass sich Stürme schnell abschwächen.
Das absorbierte Sonnenlicht beträgt auf dem Jupiter nur 3,3 % desjenigen auf der Erde, doch sind Jupiters Winde 3-4-mal stärker. Er sendet 1,67-mal mehr Strahlung aus, als er von der Sonne empfängt, was auf eine beträchtliche interne Wärmequelle und eine starke Konvektion hinweist.
Das auffallendste Merkmal von Jupiter ist die gebänderte Struktur seiner sichtbaren Atmosphäre. Die weißen Bänder werden als Zonen und die dunklen Bänder als Gürtel bezeichnet. Die Zonen rotieren antizyklonal, so dass sie auf ihrer polwärts gerichteten Seite einen ostwärts gerichteten Jet haben. Auf der dem Äquator näheren Seite befindet sich ein westwärts gerichteter Jet. Die Gürtel sind zyklonal, das heißt, sie drehen sich in die entgegengesetzte Richtung. Jupiter besitzt auf jeder Hemisphäre ein halbes Dutzend nach Osten gerichteter Jetstreams, während sich z. B. auf der Erde üblicherweise nur jeweils ein Jetstream in einer Hemisphäre befindet. Die Wolken in den Zonen erstrecken sich im Allgemeinen in größere Höhen als die in den Gürteln; der entsprechende Druckunterschied liegt bei einigen hundert Millibar. Diese Gürtel-/Zonenstruktur wird durch ein globales Zirkulationssystem gebildet, bei dem feuchte Luft in den Zonen aufsteigt und helle, wolkenreiche Regionen bildet. In den Gürteln sinkt die Luft wieder ab und bildet relativ wolkenfreie Regionen aus, die im sichtbaren Bereich dunkel erscheinen. Die obere Atmosphäre enthält Wolkenschichten, die aus Ammoniakeis, Ammoniumhydrogensulfid oder Wassereis und -dampf bestehen. Unterhalb der Hauptwolkendecke wirken verschiedene Prozesse, um Dunstpartikel aus Kohlenwasserstoffen zu erzeugen.
Die großräumigen Winde des Jupiters befinden sich in einem ungefähren geostrophischen Gleichgewicht, d. h. hier gleichen sich Corioliskraft und Druckgradientenkraft aus: Antizyklone sind daher Hochdruckzentren und Zyklone sind Tiefdruckgebiete. Innerhalb der Atmosphäre Jupiters sind große, langlebige ovale Sturmsysteme eingebettet, von denen 90 % antizyklonal rotieren. Im Gegensatz zur dreidimensionalen Turbulenz, bei der man erwartet, dass sich ein großer Wirbel in kleinere aufspaltet, werden Wettersysteme überwiegend von zweidimensionaler Turbulenz beherrscht. Diese Turbulenzen haben die Eigenschaft, dass kleinere Wirbel durch einen als „Rückwärts-Energiekaskade“ bekannten Prozess zu größeren verschmelzen. Der Große Rote Fleck ist eingebettet als antizyklonales Sturmsystem zwischen einer Zone und einem Gürtel in der südlichen Hemisphäre des Jupiter.

## Position des Flecks im Bändersystem Jupiters

Eine idealisierte Darstellung der Gürtel und Zonen des Jupiters. Der Große Rote Fleck ist positioniert zwischen dem Südäquatorialgürtel (SEB) und der südlichen tropischen Zone (STropZ).

Der Große Rote Fleck befindet sich in der Nähe von 22,1° S ± 0,2° planetarischer Breite, südlich des Äquators und zwischen zwei jeweils ostwärts und westwärts gerichteten zonalen Jets. Diese beiden Jets haben durchschnittliche Windgeschwindigkeiten von −60 ms−1 bzw. +50 ms−1. Mit der Rotation des Jupiters verschiebt er sich in Bezug auf die Wolken in der Länge, bleibt aber auf etwa 22° südlicher Breite zentriert. Im Norden des Flecks befindet sich der üblicherweise dunkle und rötliche Südäquatorialgürtel (SEB). Der SEB zeichnet sich durch dramatische Veränderungen der Färbung, der Wolkeneigenschaften und der konvektiven Aktivität im globalen Maßstab aus. Die Strömung in dieser Zone wird über dem nördlichen Rand des Großen Roten Flecks gestört, so dass er in diesen Gürtel hineinragt. Der westwärts gerichtete Jet in der Breite 19,5° S wird um den Großen Roten Fleck nach Norden abgelenkt. Ein breiter, ostwärts orientierter Jet bei 26,5° bis 29° S wird von ihm nach Süden abgelenkt.
Der meist wolkenfreie Bereich um den Großen Roten Fleck wird traditionell als Bucht des Großen Roten Flecks (Red Spot Hollow) bezeichnet. Dieses Tiefdruckgebiet besteht unabhängig davon, ob der Große Rote Fleck vorhanden ist oder nicht. Es befindet sich im südlichen Gürtel der gemäßigten Zone. Manchmal bildet die Vertiefung eine dreieckige Spitze oder einen „Bogen“ über dem Großen Roten Fleck. Dies war der Fall, als die Raumsonde Galileo 1996 den Jupiter beobachtete. Damals trafen östliche und westliche Strömungen, die durch den Fleck blockiert wurden, aufeinander.

## Durchmesser

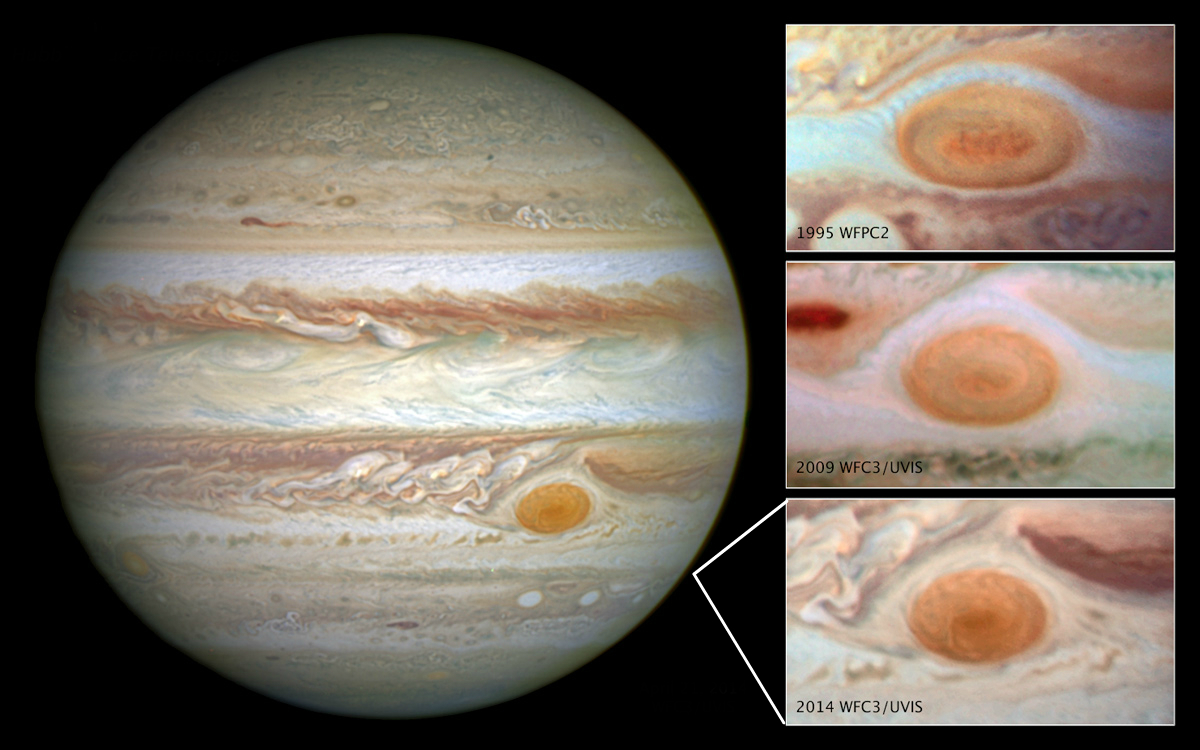
Verkleinerung des Großen Roten Flecks, beobachtet durch das Hubble-Weltraumteleskop in den Jahren 2009–2014

Der Große Rote Fleck hatte im April 2017 einen Durchmesser von 16.350 km. Seit Wissenschaftler Ende des 19. Jahrhunderts mit der regelmäßigen Beobachtung des Sturms begonnen haben, haben sie festgestellt, dass der Sturm gelegentlich schrumpft und wächst. So wird seit 1920 eine kontinuierliche Abnahme der Größe beobachtet. Die Astronomen im späten 19. Jahrhundert sahen den Fleck einst dreimal so groß wie die Erde – damals betrug die Länge des Flecks etwa 48.000 km. Die Voyager-Raumsonden maßen die Länge des Flecks 1979 mit 23.000 km. Seit 2012 ist der Fleck kreisförmiger geworden und schrumpft mit einer schnelleren Rate von etwa 900 km pro Jahr. Um das Jahr 2020 herum ist er nur noch knapp eineinhalb mal so groß wie der Durchmesser unseres Planeten. Betrachtet man die Größe des Großen Roten Flecks anhand seiner roten Ränder, so stellt man eine Schrumpfung von einer ursprünglichen Länge von ∼ 21° des Jupiterumfangs im Jahr 1979 bis auf ∼ 15,5° in 2012 fest. Dies bedeutet eine durchschnittliche Schrumpfung in Längsrichtung von 0,194°/Jahr und in der Breite mit 0,048°/Jahr.
Dieser Schrumpfungsprozess ist nicht gleichmäßig, so dokumentierten Amateurbeobachter Anfang 2014 einen plötzlichen Rückgang der Längsausdehnung.
Die plötzliche Schrumpfung des Großen Roten Flecks und die beobachtete Farbveränderung stehen wahrscheinlich im Zusammenhang mit den ihn umgebenden Jets-Streams. Da sich der nördliche als auch der südliche Rand des Flecks verschoben hatten, verringerte sich auch seine Ausdehnung in der Breite. Dies führte dazu, dass die zonalen Jets nördlich und südlich weniger abgelenkt wurden, so dass sich die Windscherung in der Umgebung des Flecks änderte. Während des Schrumpfungsprozesses gab es auch eine geringere Wechselwirkung mit kleinen Wirbeln innerhalb umgebender Windjets. Üblicherweise treten kleinere Sturmsysteme, die vom westwärts orientierten Jet getragen werden, in die interne Strömung im südöstlichen Quadranten des Großen Roten Flecks ein. Diese Sturmwirbel treffen dann auf die Strömung nordwestlich des Großen Roten Flecks. Hier schließen sie sich anderen Wirbeln des ostwärts gerichteten Jet-Streams an und werden dabei in die südlich des Sturms verlaufende Strömung gezogen. Sobald sich Wirbel auf dem nördlichen Scheitelpunkt des Ostjets befinden, können sie in die Strömung des Großen Roten Flecks eintreten, nachdem sie dessen südlichen Rand passiert haben. Die weiter südlich gelegenen Wirbel haben genug Abstand, um ohne Reaktion daran vorbeiziehen; dies könnte der Grund für die veränderte Farbe im Jahr 2014 sein. Sobald solche kleinen Wirbel in die Strömung des Großen Roten Flecks eintauchen, bringen sie normalerweise weiße Wolken mit ein und werden dann auseinander geschert. So war der Große Rote Fleck in diesem Jahr ausreichend weit von dem ostwärts orientierten zonalen Jet entfernt, so dass er keine von diesem zonalen Jet eingebetteten Wirbel mit aufnahm.

## Geschwindigkeit

Video der Rotation des Großen Roten Flecks, erstellt aus Aufnahmen der Raumsonde Voyager im Jahr 1979. Es zeigt die Bewegung des Sturms über einen Zeitraum von mehr als 60 Jupitertagen.

Jupiters Großer Roter Fleck dreht sich gegen den Uhrzeigersinn mit einer Periode von etwa sechs Erdtagen. Um 1950 betrug die Rotationsperiode des Sturms noch um die 11 Tage, während sie bei den Vorbeiflügen der Voyager-Sonden nur noch zwischen 6 und 8 Tagen betrug. Dies entsprach Windgeschwindigkeiten von 400 km pro Stunde an seinem Rand.
Seither haben die internen Geschwindigkeiten an den Ost- und Westrändern zugenommen und an den Nord- und Südrändern abgenommen, was zu einer geringeren relativen Wirbelstärke und Zirkulation führt. Im Zentrum des Sturms ist es relativ windstill. Messungen der Galileo-Raumsonde ergaben Geschwindigkeiten am Rand des Flecks bis zu 190 m/s (680 km/h). Diese Verkürzung der Rotationsperiode geht einher mit einer Verkürzung der Länge des Sturms. Sie bestätigt also nicht, dass die Windgeschwindigkeiten innerhalb des Großen Roten Flecks zugenommen haben. Hier wurde festgestellt, dass der Wind mit der gleichen Geschwindigkeit wie zuvor weht. Anstatt an seiner Basis heftigere Böen zu erzeugen, wächst der Sturm stattdessen in die Höhe. So zeigen Aufnahmen des Sturms, dass der Große Rote Fleck schrumpft und immer mehr die Form eines Kreises und weniger die eines Ovals annimmt.

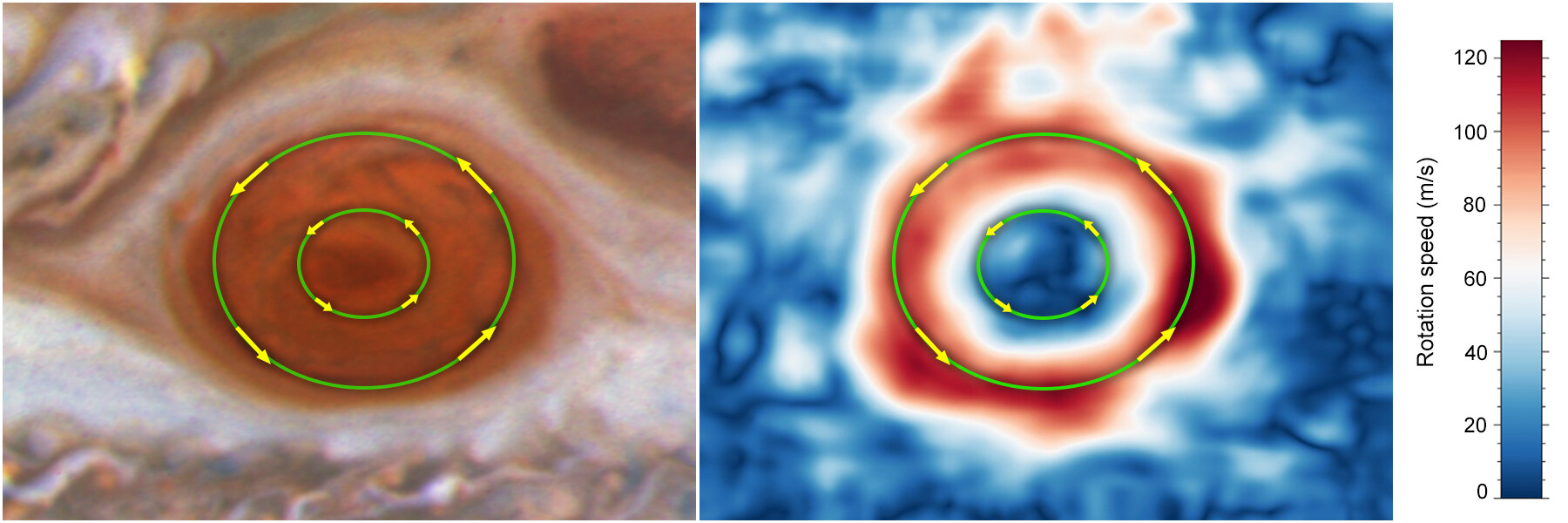
Die höchsten Windgeschwindigkeiten innerhalb des Großen Roten Flecks treten innerhalb eines Rings auf, der 75–80 % des Radius des Flecks ausmacht. Im Gegensatz dazu bewegen sich die Winde in der Nähe der innersten Region des Sturms, die durch einen kleineren grünen Ring gekennzeichnet ist, deutlich langsamer. Beide bewegen sich gegen den Uhrzeigersinn.

Der Großteil der Wirbelstärke des Großen Roten Flecks ist in einem Ring enthalten, der etwa 75-80 % des Radius des Sturms ausmacht. Die Winde mit den höchsten Geschwindigkeiten (ca. 120-150 m/s) sind hier in einem scharf begrenzten Kragen mit einem Radius von etwa 85 % vom Zentrum zum Rand hin zu finden. Die Scherungen in der Geschwindigkeit relativ zu den durchschnittlichen zonalen Hintergrundströmungen erreichen ihr Maximum bei 95 m/s im nördlichen Teil des Sturmrings. Dies konnte durch die Galileo-Sonde bestätigt werden. Bei Untersuchungen 1996 konnte auch hier die ringförmige Geschwindigkeitsstruktur festgestellt werden; die Geschwindigkeitsspitzen lagen innerhalb eines Rings, der ein ruhigeres Zentrum umgibt. In der Nähe des Zentrums wurde in kleineren Zellen und Wirbeln eine Umkehr der Windrichtung gemessen. So existiert dort eine zyklonale Strömung, während der Sturm überwiegend antizyklonal rotiert. Nördlich und südlich des Zentrums wurden Geschwindigkeiten bis zu 150 m/s gemessen.
Während der Sturm schrumpft und kreisförmig wird, nimmt die durchschnittliche Windgeschwindigkeit im Hochgeschwindigkeitsring zu. Zwischen 2009 und 2020 beschleunigte sich die Windgeschwindigkeit in diesem Hochgeschwindigkeitsring am Rand des Sturms um 8 Prozent. Dies scheint jedoch nicht dadurch verursacht zu werden, dass sich die Windscherung in der umgebenden Atmosphäre ändert oder die Temperatur mit der Höhe schwankt. Die vertikale Windstruktur des Großen Roten Flecks lässt sich ableiten, indem man sein thermisches Profil beobachtet. Mit zunehmender Höhe nehmen die Winde in der unteren Stratosphäre ab.

## Umlaufperiode

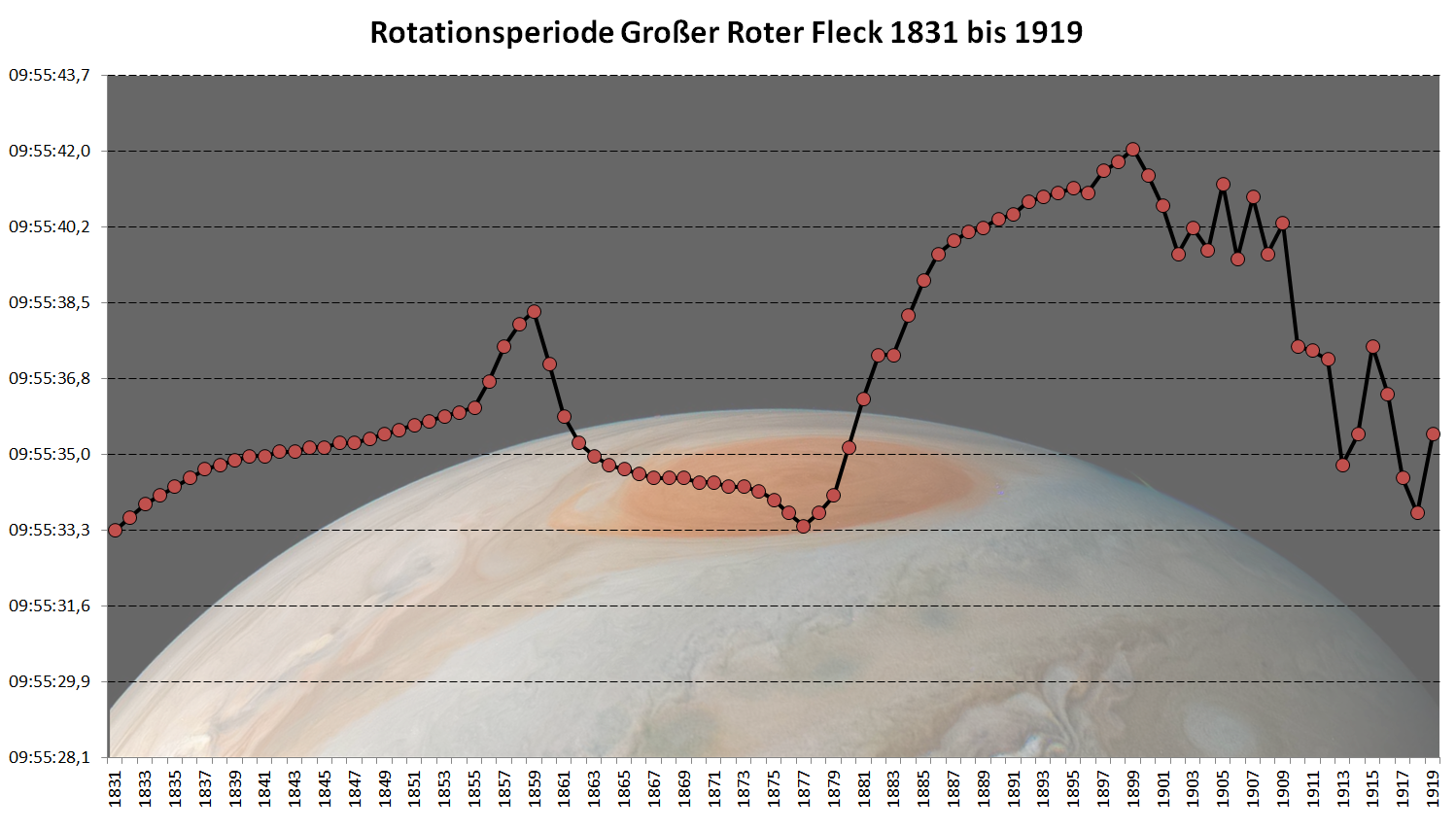
Gemessene Rotationsperiode des Großen Roten Flecks von Jupiter in der Zeit von 1831–1919

Cassini beobachtete den Fleck zwischen dem 19. August und dem 30. Oktober 1665 13 Mal und erstellte schließlich eine Tabelle seiner Transite. Mit diesen Daten konnte er dessen Umlaufzeit berechnen: 9 Stunden und 56 Minuten. So wird kaum bezweifelt, dass Cassini wiederholt einen Fleck auf dem Jupiter beobachtete, der sehr ähnlich dem heutigen Großen Roten Fleck zu sein scheint. Auch Giovanni Cassini fand bereits heraus, dass sich die Rotationsgeschwindigkeit zwischen 1664 und 1672 leicht beschleunigte, als sich seine Rotationszeit, die ursprünglich neun Stunden, 55 Minuten und 59 Sekunden betrug, um fünf Sekunden verringerte. Ende des neunzehnten Jahrhunderts begann der britische Astronom W. F. Denning mit Beobachtungen des Großen Roten Flecks. Er fasste unterschiedliche Messungen der Umlaufperioden des Flecks aus Beobachtungen mehrerer Jahre zusammen und fand dabei heraus, dass die Rotationsperiode des Großen Roten Flecks während des Zeitraums von 1831 bis 1899 zwischen 09:55:33,3 Std. und 09:55:41,9 Std. variierte. Dabei verlängerte sich die Umlaufgeschwindigkeit des Großen Roten Flecks zwischen 1831 und 1859 um ca. 5 Sekunden, danach beschleunigte sich diese wieder bis 1877 um 5 Sekunden. Bis 1899 wiederum verlangsamte sich diese Zeit um 9 Sekunden. So hat der Fleck eine Umlaufperiode, die um mehr als 10 Sekunden schwankt. Untersucht man diese Schwankungen der geographischen Länge bezüglich einer mittleren Umlaufperiode, so zeigt sich, dass der Fleck zeitweise gegenüber dieser um bis zu 500 Grad vor- oder zurücklag. In einigen Jahren beschleunigte sich diese Bewegung, z. B. in den Jahren 1880, 1910, 1926 und 1936. In diesen Jahren war der Fleck auch sehr auffällig.
Der Sturm ist lokalisiert zwischen zwei Jetstreams, die sich in entgegengesetzte Richtungen bewegen und behält dadurch seinen Breitengrad bei. Diese Jetstreams reichen bis zu 3.000 Kilometer tief unter die Wolkendecke des Planeten. Im Gegensatz zu der stabilen Lage im Breitengrad dazu weist er eine deutliche Längendrift auf, so driftete er zwischen den Jahren 1831 und 1955 in Bezug auf benachbarte Merkmale etwa alle drei Umdrehungen. Überlagert wird die langsame Drift bezgl. des Längengrads von einer 3-monatigen Schwankung mit einer Amplitude von etwa 1° und einer 8-jährigen Schwankung mit einer Amplitude von vielleicht 10°. Zudem weist er eine 90-tägige Oszillation der Längsposition auf. Die durchschnittliche Drift-Geschwindigkeit des Großen Roten Flecks von 1994 bis 1998 betrug −3,8 ms−1. In den Jahren 1993–1994 betrugen die Extremwerte der Drift zwischen −2,4 und −4,2 ms−1. So wird die Drift immer wieder durch Wechselwirkung mit nahe gelegenen Erscheinungen gestört, wie z. B. im Jahr 2019, als so genannte Flaking-Events auftragen. Durch diese Drift umkreist er den Globus in der entgegengesetzten Richtung im Verhältnis zur Ostrotation des Planeten. Neuere Erkenntnisse deuten darauf hin, dass der Große Rote Fleck vor kurzem begonnen hat, schneller als bisher nach Westen zu driften.

## Vertikaler Aufbau

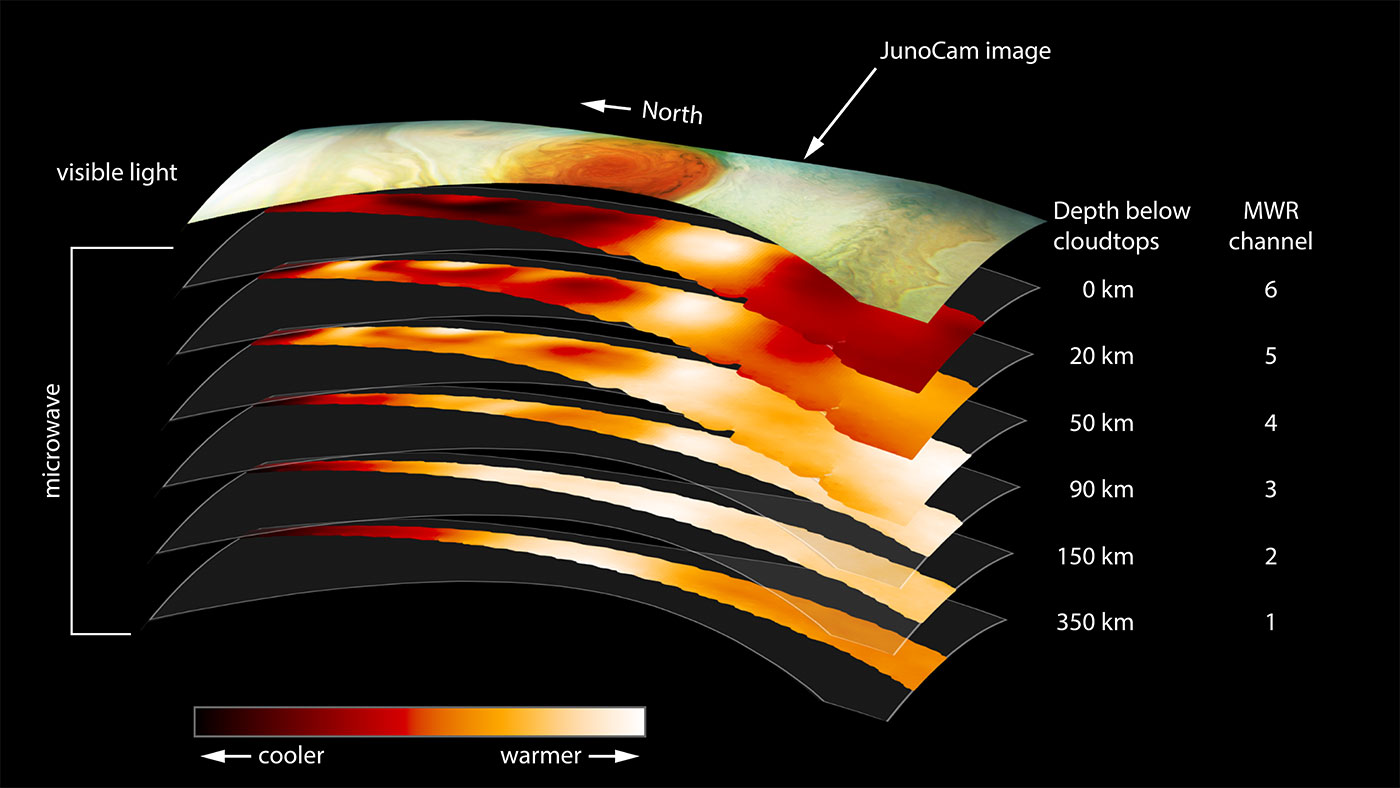
Jupiters Großer Roter Fleck, anhand von Daten des Mikrowellenradiometer-Instruments an Bord der NASA-Raumsonde Juno. Jeder der sechs Kanäle des Instruments ist empfindlich für Mikrowellen aus unterschiedlichen Tiefen unter den Wolken.

Die mächtigen Wolken und die niedrige Temperatur der oberen Troposphäre deuten darauf hin, dass Material im Zentrum des Großen Roten Flecks nach oben transportiert wird. Betrachtet man den Sturm von der Seite, so hat er die Struktur einer Hochzeitstorte mit hohen Wolken in der Mitte, die kaskadenartig zu den äußeren Schichten abfallen. Insgesamt überragt der Sturm seine Umgebung um ca. 8 km. An den Rändern deutet eine niedrigere Wolkendichte auf eine Absenkung der Luftmassen hin. Dies ist gegensätzlich zu den Hurrikans auf der Erde, in denen die Luft im Zentrum absinkt.
Messungen des vertikalen Aufbaus konnten mit den Instrumenten der Raumsonde Juno durchgeführt werden. Die Raumsonde trat 2016 in eine Umlaufbahn des Jupiters ein. Bei jedem der Vorbeiflüge kann sie mit ihrem speziellen Instrumentarium unter die Wolkendecke schauen. Mit dem Mikrowellenradiometer kann so die Struktur der zahlreichen Wirbelstürme untersucht werden. Dieses Instrument besteht aus einer Reihe von Radiometern, die den vom Jupiter abgestrahlten Strahlungsfluss in verschiedenen Tiefen messen, vom oberen Rand der Atmosphäre bis mehr als 600 km unter die sichtbaren Wolkenoberseiten. Bei verschiedenen nahen Vorbeiflügen an Jupiter konnten damit einige Stürme genauer untersucht werden. Die Messergebnisse mit dem Mikrowellenradiometer deuten darauf hin, dass diese Stürme viel größer sind als erwartet: Einige der Stürme reichen bis zu 100 Kilometer unter die Wolkenobergrenze, während sich andere wie der Große Rote Fleck über 350 Kilometer nach unten erstrecken. Dadurch konnte auch gezeigt werden, dass sich die Stürme auch weit über die Regionen hinaus erstrecken, in denen Wasser kondensiert und Wolken entstehen, also unterhalb der Tiefe, in der das Sonnenlicht die Atmosphäre erwärmt.
Ein zusätzlicher Hinweis auf die Tiefe des Großen Roten Flecks konnte mit den Antennen des Deep Space Networks in Verbindung mit den nahen Vorbeiflügen von Juno an Jupiter ermittelt werden. Diese Antennen können Geschwindigkeitsänderungen von nur 0,01 Millimeter pro Sekunde aus einer Entfernung von mehr als 650 Millionen Kilometern messen. Dichteanomalien, die auf die Anwesenheit des Großen Roten Flecks zurückzuführen sind, führen zu einer Verschiebung der Geschwindigkeit der Raumsonde in der Sichtlinie. Mit passenden Auswertungsmethoden kann auf die Massenverteilung in der Jupiteratmosphäre geschlossen werden. Bei zwölf Begegnungen der Raumsonde mit dem Planeten einschließlich zweier direkter Überflüge des Großen Roten Flecks wurden Messungen durchführt. Aufgrund der Auswertung der Daten von Junos Vorbeiflügen an Jupiter konnte die Tiefe des Großen Roten Flecks auf etwa 500 Kilometer unterhalb der Wolkenobergrenze eingegrenzt werden. So reicht er bis zu einem Drucklevel von 0,7 bar, und damit weit unter die Wolkendecke und über die Wasserkondensationsebene hinaus. Dies entspricht einer Tiefe von ca. 80 km unter der Wolkendecke. (In Abwesenheit einer echten Oberfläche wird in der wissenschaftlichen Literatur üblicherweise der Druck von 1 bar als Nullpunkt für die Höhe gewählt.)
Doch diese gemessene Tiefe des Großen Roten Flecks ist relativ flach zum Radius des Jupiters (~1/200 oder 0,5 %). Er ist immer noch weniger tief als die Jetstreams, die ihn umgeben. Die Gravitationssignaturen dieser atmosphärischen zonalen Strömungen reichen bis in Tiefen von fast 3000 km. Es bleibt unklar, warum der Große Rote Fleck nur einige hundert Kilometer tief ist, während die umgebenden Jets, die den Sturm antreiben, viel tiefer reichen. Die geringe Tiefe des Großen Roten Flecks steht jedoch im Einklang mit dessen Größenveränderung in den letzten Jahrzehnten. Theoretische Argumente auf der Grundlage von Laborexperimenten zeigen, dass die horizontale Ausdehnung des Großen Roten Flecks etwa 50-mal größer ist als dessen vertikale. Wissenschaftler bezeichnen die Form des Sturms als Pfannkuchen (pancake), so kann er als Archetyp einer Klasse von „pancake“-Wirbeln („Pfannkuchenwirbeln“) dienen: Dies sind Antizyklone, die in stabil geschichtete Flüssigkeiten eingebettet sind. Zu dieser Klasse gehören auch Wirbel wie die dunklen Flecken auf dem Neptun und die Salzlinsenwirbel in den Ozeanen der Erde. Diese „pancake“-Wirbel haben eine Dicke, die viel kleiner ist als ihre horizontalen Abmessungen. Untersuchungen der Daten von Voyager 1 haben zur Vermutung geführt, dass der Große Rote Fleck geneigt ist. Wenn die Unterseite der Wolkenschicht des Sturms zwischen 8 und 25 km geneigt ist und die Wolkenoberseite nur zwischen 4 und 6 km, dann hätte die Wolkenschicht des Großen Roten Flecks eine eher keilförmige zylindrische Form und nicht das allgemein bevorzugte Pfannkuchen-Modell.

## Wolken

Vereinfachtes vertikales Modell der Wolkenschichten. Die drei Wolkenschichten mit unterschiedlicher chemischer Zusammensetzung befinden sich auf unterschiedlicher Höhe, die anhand des Drucklevels angegeben ist. Unterhalb der untersten Schicht beim 5 Bar Level könnte sich eine opake Wolke aus Wasserdampf befinden.

Auf der Basis spektrographischer Analysen wurden chemische Modelle von Jupiters Wolkenstrukturen erstellt. Diese Modelle sagen drei verschiedene Wolkenschichten voraus, dabei befinden sich in der obersten Schicht bei einem Drucklevel von 0,8 bar Eiswolken aus Ammoniak (NH3). Darunter entsteht aus einer Reaktion von NH3 und H2S (Schwefelwasserstoff) bei 2,3 bar eine Wolkenschicht aus Ammoniumhydrogensulfid (NH4SH). Die unterste Schicht bei 6 bar besteht aus einer massiven Wolke aus einer Mischung aus Wassereis und flüssigem Wasser. Diese Schichtung ist abhängig von den Annahmen zur Zusammensetzung und thermischen Struktur. Die Basis der Wasserwolke wird in der 6- oder 7-Bar-Ebene vermutet, ca. 75 km unter den Wolken, die den sichtbaren Kontrast erzeugen. Eine Entdeckung einer undurchsichtigen Wolke bei 5 ± 1 bar, die anscheinend aus Wasser bestehen könnte, könnte darauf hindeuten, dass der Sturm viel tiefer reicht als die Wasserwolkenschicht.
Oberhalb der radiativ-konvektiven Grenze, aber noch unterhalb der Tropopause scheint die modifizierte Ammoniakwolke dann mit einer Schicht aus Dunst zu verschmelzen. Diese Schicht wird möglicherweise durch die Dissoziationsprodukte von Ammoniak und Phosphin sowie durch Methandunstprodukte gebildet, die sich aus der Stratosphäre absetzen. Diese Dunstschichten in der oberen Troposphäre sind vor allem über dem Großen Roten Fleck und dem nördlichen Rand der Äquatorzone zu sehen. Photometrische Messungen von Ultraviolett bis zum nahen Infrarot zeigen, dass der Große Rote Fleck eine Hauptwolkendecke bei einem Drucklevel von 0,7 bar besitzt. Diese wird von einem dichten troposphärischen und blauabsorbierenden Dunst bei etwa 200 mbar und einem obersten dünnen stratosphärischen Dunst überlagert, der sich bis zum +10 mbar-Level erstreckt.

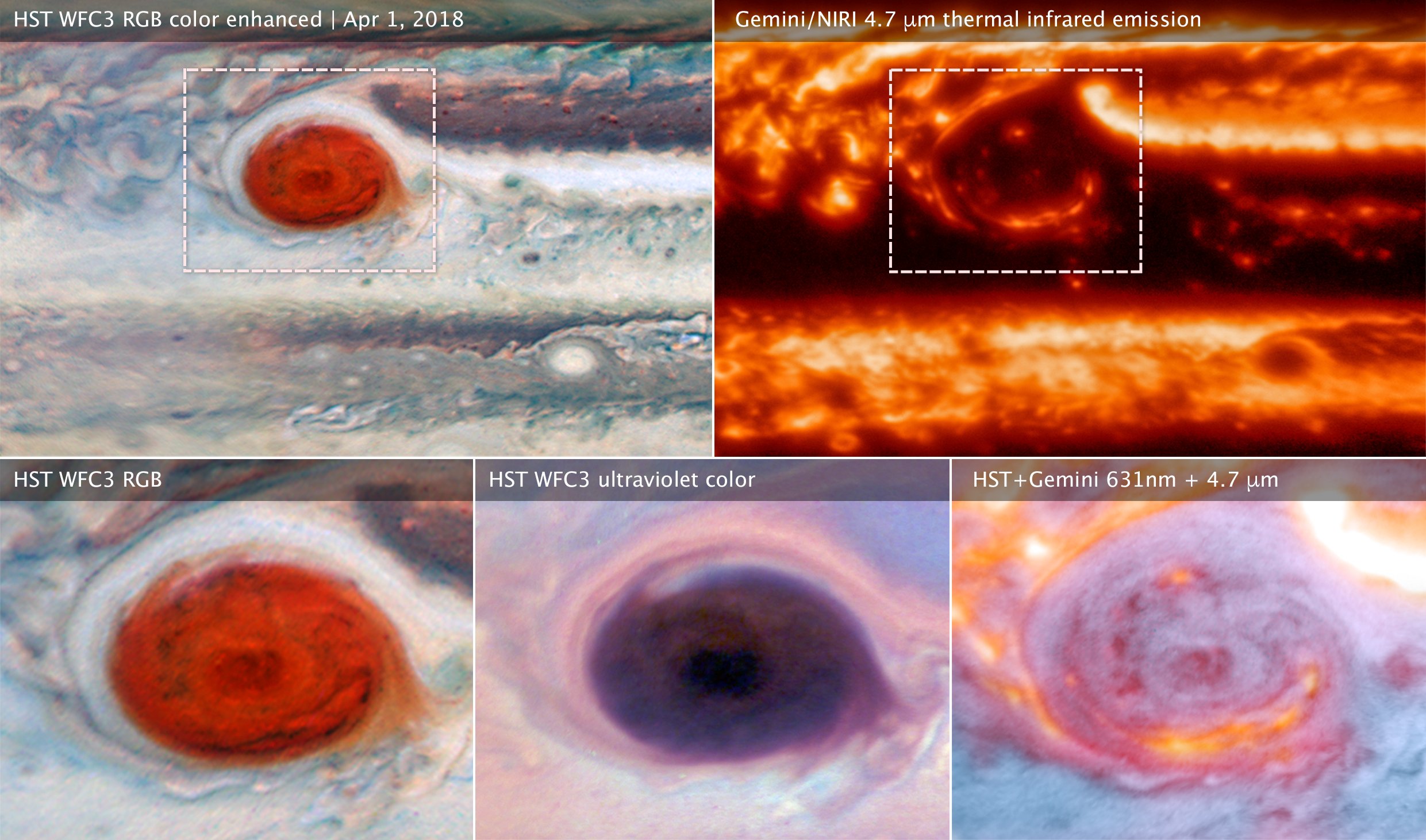
Aufnahmen des Großen Roten Flecks des Hubble-Teleskops und des Gemini Teleskops in Hawaii in Wellenlängen des sichtbaren Lichts (Links oben und links unten), im Infraroten Licht (rechts oben), im ultravioletten Licht (Mitte unten) und Infrarot und sichtbares Licht kombiniert (rechts unten)

Koordinierte Beobachtungen am 1. April 2018 des Hubble-Weltraumteleskops der NASA, des Gemini-Observatoriums auf Hawaii und der Raumsonde Juno untersuchten den Großen Roten Fleck. Durch die Kombination von Beobachtungen, die fast zur gleichen Zeit von den beiden verschiedenen Observatorien aufgenommen wurden, konnten die Astronomen feststellen, dass es sich bei den dunklen Merkmalen des Großen Roten Flecks um Löcher in den Wolken und eher nicht um Ansammlung von dunklem Material handelt. Das linke obere Bild des Hubble-Teleskops, welches im sichtbaren Wellenlängenbereich aufgenommen wurde, und die zugehörige Detailansicht links unten zeigen dunkle Merkmale im Sturmgebiet. Mit dem Gemini-Teleskop auf der Erde wurde ein Infrarotbild desselben Gebiets aufgenommen. Dieses zeigt die Wärmestrahlung, die als Infrarotenergie ausgestrahlt wird. Kühle, darüber liegende Wolken erscheinen als dunkle Regionen, aber Lücken in den Wolken lassen helle Infrarotemissionen aus wärmeren Schichten darunter erkennen. Im mittleren Bild unten zeigt eine ultraviolette Aufnahme von Hubble Strahlung, welche von den Dunstschleiern über dem Großen Roten Fleck zurück gestreut wird. Der Fleck erscheint so im sichtbaren Licht rot, weil diese Dunstschleier blaue Wellenlängen absorbieren. Im Ultravioletten sind diese Dunstschleier dunkel, da sie die kürzeren Wellenlängen absorbieren. Fügt man die Aufnahmen aus sichtbarem Licht und Infrarotbereich zusammen, zeigt sich, dass es sich bei den im Infrarot hellen Bereichen um Lücken zwischen den Wolken oder weniger wolkenreiche Regionen handelt, die die Infrarotstrahlung aus dem Inneren nicht blockieren.

## Interaktion mit anderen Stürmen

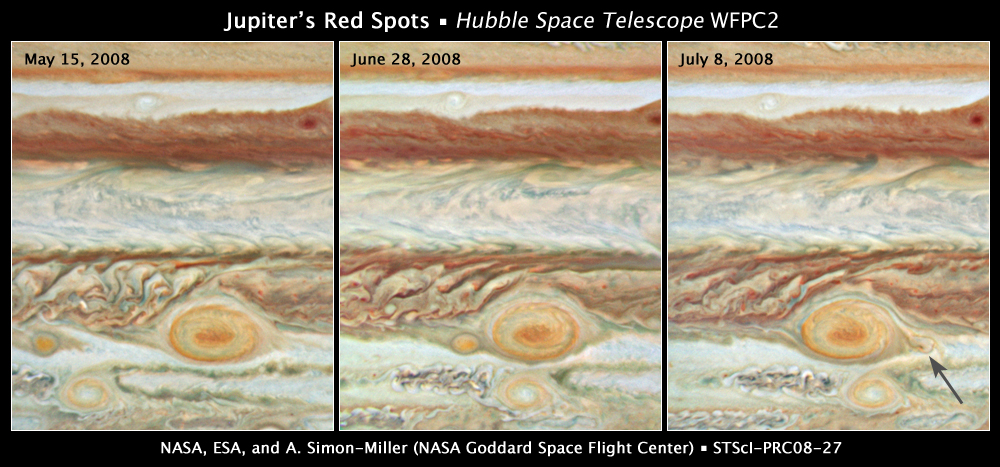
Aufnahmen der Interaktion des Großen Roten Flecks mit zwei weiteren, kleineren Stürmen

Anfang des 20. Jahrhunderts trat eine atmosphärische Störung als kurzer dunkler Streifen in der südlichen tropischen Zone in einiger Entfernung des roten Flecks in Erscheinung. Sie wurde als südtropische Störung bezeichnet und nahm mit der Zeit an Länge zu. Nachdem sie sich bis zu zwei Drittel des Planetenumfangs ausgedehnt hatte, verschwand die Störung im Jahr 1939 und machte scheinbar drei „hellen Ovalen“ Platz, die noch immer im Gürtel südlich des roten Flecks zu sehen waren. Die Rotationsperiode der Störung war etwas kürzer als die des Roten Flecks, dadurch kam es insgesamt neunmal zu Interaktionen dieser zwei Erscheinungen. Dabei bewegte sich die Störung um den Rand des Großen Roten Flecks mit dem 10-fachen der Geschwindigkeit, mit der sie sich diesem näherte und wieder entfernte.
Im Jahr 2008 konnte durch Beobachtungen des Weltraumteleskops Hubble gezeigt werden, wie im Juli 2008 jüngere und kleinere Flecken vom Großen Roten Fleck verschlungen wurden. Bereits im Mai 2008 fiel Amateurbeobachtern auf, dass sich ein weiteres der vielen weißen Ovale auf dem Jupiter rötlich verfärbt hatte. Der Kleine Rote Fleck, wie er genannt wurde, hatte diese Passage unbeschadet überstanden. Der kleinste der Flecken aber schlug eine südliche Route ein und wurde am 8. Juli 2008 in den riesigen Wirbelsturm hineingerissen. Dabei verlor er seine rötliche Farbe, und die Winde im Großen Roten Flecks zogen ihn auseinander. Über lange Zeiträume könnte so das Verschlingen kleinerer Sturmsysteme den Sturm hinweg in Gang halten.
In der südlichen tropischen Zone des Jupiters bilden sich stabile und langlebige antizyklonale Wirbel in Breitengraden nahe dem Großen Roten Fleck. Diese Wirbel erreichen eine Größe zwischen 5000 und 8000 km und existieren meist einige Jahre. Stoßen sie auf den Großen Roten Fleck, so werden sie meist von ihm zerstört. Auf dem Breitengrad 20° S befinden sich zahlreiche kleinere antizyklonale Sturmsysteme, die sich auf der polwärts gerichteten Seite des Südäquatorialgürtels bilden und dann ostwärts ziehen. Diese werden vom Sturm verschlungen, wenn sie mit ihm an ihrer Ostseite in Kontakt kommen. Auf südlicheren Breitengraden zwischen 21° S und 24° S können sich größere Antizyklone bilden, die ein Viertel der Länge des Großen Roten Flecks erreichen. Diese interagieren jedoch seltener mit dem Großen Roten Fleck.
Aufnahmen von Flaking Events (engl. „Abblättern“) zeigen, wie sich kleine Regionen mit rotem Material, die normalerweise im Inneren des Großen Roten Flecks verbleiben, ablösen und weggeweht werden. Dabei erstreckt sich rotes, hoch gelegenes Dunst- und Wolkenmaterial über die Grenzen der normalen elliptischen Begrenzung des Sturms hinaus. Es bewegt sich dann gegen den Uhrzeigersinn um den Sturm, vor allem von seiner westlichen Seite zu seiner südöstlichen Seite. Im Jahr 2019 berichteten mehrere Amateurastronomen von einem Abblättern von Teilen des roten Flecks. Es kamen Befürchtungen auf, dass der Fleck irgendwann verschwinden könnte. Durch Computermodelle kamen Wissenschaftler zum Schluss, dass das Abblättern ein Wetterphänomen auf Jupiter ist, das auf die komplizierte Fluiddynamik der Planetenatmosphäre zurückzuführen ist. Auf lange Sicht bewirken diese Ereignisse keine größeren Abweichungen von den langfristigen Entwicklungstrends bezgl. der Änderung der Sturmgröße und -form und dessen Spitzenwindgeschwindigkeiten.

## Temperatur
Bei Beobachtungen im Jahr 1963 verglichen Forscher die Infrarotemission des Flecks mit der Emission der umliegenden Gebiete. Sie fanden heraus, dass die Temperatur des Flecks etwa 127 Kelvin betrug, er damit also etwa zwei Grad kühler war als die angrenzenden Regionen. Jedoch deuten jüngste Beobachtungen darauf hin, dass die Thermosphäre über dem Sturm um mehr als 700 K heißer ist als die Umgebung. Die erhöhten Temperaturen in der Thermosphäre konzentrieren sich über dem Großen Roten Fleck, mit starkem Abfall an den Rändern des Sturms. Die elektrodynamische Erwärmung durch ionosphärische Wirbel, die von dem Sturm angetrieben werden, könnte zu den beobachteten hohen Temperaturen in der Thermosphäre beitragen. Es wurden auch akustische (Schall-)Wellen, die von den Turbulenzen des Sturms ausgehen, als Erklärung für die Erwärmung dieser Region vorgeschlagen.

## Farbe

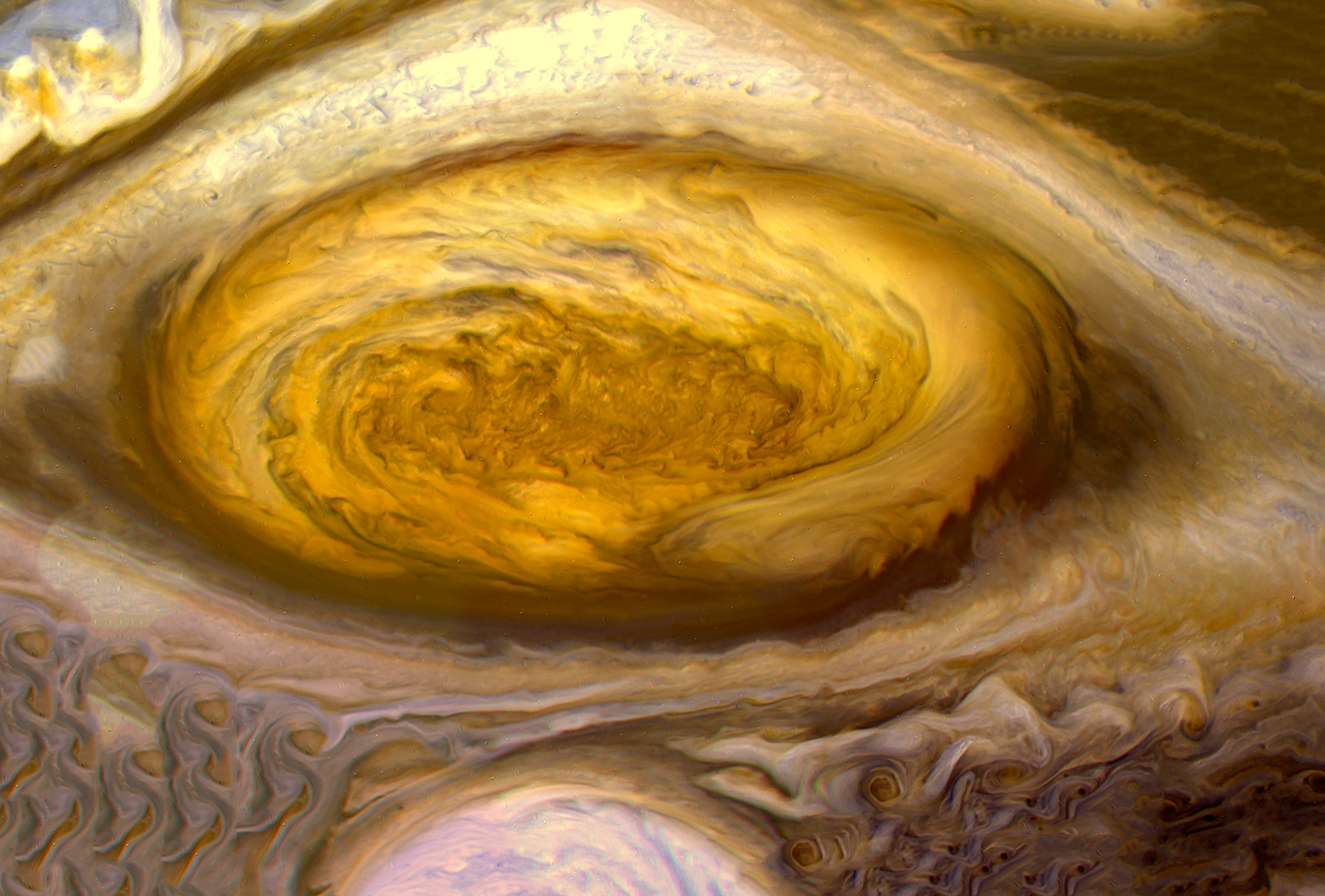
Aufnahme des Großen Roten Flecks von der Raumsonde Voyager am 8. Juli 1979

Der Große Rote Fleck variiert mit der Zeit auch in der Farbe. Zuweilen erscheint er in leuchtendem Rot vor einem cremefarbenen Hintergrund, wie es während der Pioneer-Begegnung 1974 sichtbar war. Zu anderen Zeiten, zum Beispiel während Störungen im Südäquatorialgürtel, scheint der Fleck zu verblassen und mit seiner Umgebung zu verschmelzen. Der Großen Rote Fleck ist bei violetten und blauen Wellenlängen dunkel, was ihm eine meist ziegelrote Farbe verleiht.
Bei Messungen in unterschiedlichen Wellenlängenbereichen zeigte sich, dass seit 2014 die Reflexion des Flecks im kurzwelligen Bereich (< 650 nm) weiter abgenommen hat, während sie bei 890 nm heller geworden ist. Dies deutet darauf hin, dass es in großen Höhen zu Veränderungen der Wolken- und Dunstkomponente gekommen ist. Die Farbe des Großen Roten Flecks hat sich seit dieser Zeit vertieft und ein intensives Orange angenommen. Zudem hat sich die Nord-Süd-Asymmetrie der Färbung verringert, während der Kern kleiner geworden ist. Die Ursache dieser Änderungen ist unklar. Womöglich werden die Moleküle, die den Sturm färben, mit der vertikalen Ausdehnung des Flecks höher in die Atmosphäre getragen. Dort würden sie einer intensiveren UV-Strahlung ausgesetzt und eine tiefere Farbe annehmen. Die Farbveränderungen des Großen Roten Flecks von 2014 bis 2017 lassen sich durch Ausgleichbewegungen erklären, die durch den Rückgang der relativen Wirbelstärke des Sturms ausgelöst wurden.
Die Quelle der Rotfärbung selbst ist unbekannt; die Vermutungen reichen von Schwefel- und Phosphorverbindungen bis hin zu organischem Material, die alle durch Blitzentladungen oder photochemische Reaktionen in großer Höhe entstehen könnten. Zu den Kandidaten für die verschiedenen gelben, roten und braunen Farben, die in anderen Regionen Jupiters zu sehen sind, gehören Allotrope von Schwefel oder Kohlenwasserstoff-Smogpartikel. Diese entstehen durch Photolyse in der Stratosphäre, wie z. B. Tholine.
Auch wenn unbekannt ist, welche Verbindungen die Jupiterwolken färben, zeigen die bisher betrachteten Chromophor-Kandidaten blaue und/oder grüne Absorptionen, was zu einem rot reflektierendem Material führt. Ein Chromophor ist die gesamte farbgebende Atom- oder Ionengruppierung einer chemischen Verbindung. Neuere Laborarbeiten kamen zu dem Ergebnis, dass man eine Kombination aus NH3 und Kohlenwasserstoffen durch UV-Bestrahlung photochemisch so manipulieren kann, dass ein rötliches Material erzeugt wird. Dieses hat einen ähnlichen spektralen Charakter wie der Große Rote Fleck. Die Mechanismen, die diese Chromophore erzeugen, die den oberen Wolken und Dunstschleiern der Riesenplaneten Farbe verleihen, sind weitgehend unbekannt.
Das rote Chromophor könnte sich bilden, wenn Hintergrundmaterial vom Sturm mitgerissen wird und sich im Wirbel aufgrund interner Bedingungen, ultravioletter Strahlung oder der Vermischung zweier chemischer Verbindungen, die innerhalb des Wirbels reagieren und durch eine potenzielle Barriere begrenzt werden, in einen rötlichen Farbton verwandelt. Die ruhigen Bedingungen im Zentrum des Großen Roten Flecks können bedeuten, dass die Luft über längere Zeiträume in ihm eingeschlossen ist, was zur Bildung des charakteristischen roten Chromophors führen kann. Die Chromophore selbst konnten bisher nicht anhand der Partikelspektren chemisch identifiziert werden, da sie keine diskreten Absorptionsmerkmale enthalten. Es scheinen ein oder zwei Chromophore notwendig zu sein, um Farbvariationen in Jupiters Atmosphäre zu erklären.
Bei Versuchen, deren Ergebnisse 2016 veröffentlicht wurden, bestrahlten Forscher Ammoniak (NH3) und Acetylen (C2H2) mit ultraviolettem Licht, um die Auswirkungen der Sonne auf diese Materialien in den extremen Höhen der Wolken im Großen Roten Fleck zu simulieren. Dabei entstand ein rötlicher Stoff, welcher mit den Aufnahmen des Großen Roten Flecks verglichen wurde, die von dem VIMS-Instrument der Raumsonde Cassini gemacht wurden. Diese Spektren passten genau in ein Wolkenmodell, in dem das Chromophor als physikalisch dünne Schicht kleiner Partikel unmittelbar über der Hauptwolkenschicht des Großen Roten Flecks erscheint („Crème brûlée“-Modell). Unter der rötlichen Färbung sind die Wolken wahrscheinlich weißlich oder gräulich. Dies passt auch zur Vermutung, dass, wenn rotes Material von der unteren Atmosphäre herauftransportiert würde, es auch in anderen Höhen vorhanden sein müsste. Dies würde den roten Fleck noch röter machen.

## Theorien
Die bemerkenswerte Langlebigkeit des Großen Roten Flecks ist zweifellos auf seine Größe zurückzuführen, aber eine genaue Theorie, die sowohl seine Energiequelle als auch seine Stabilität erklärt, muss noch entwickelt werden. In der Vergangenheit wurden mehrere Studien von Forschern durchgeführt, um dessen Natur zu verstehen. Einige der physikalischen Prozesse sind noch nicht vollständig geklärt. Eine Theorie, die die physikalischen Eigenschaften des Sturms erklärt, muss u. a. beschreiben, weshalb es nur einen roten Fleck in diesen Dimensionen gibt, weshalb er rot ist, weshalb die Umlaufsgeschwindigkeit so variabel ist, aber stabil im Breitengrad. Zudem sollte sie erklären können, weshalb der Fleck so langlebig und stabil ist, wie der Austausch von Material zwischen dem Großen Roten Fleck und seiner Umgebung vonstattengeht, und weshalb er sich so hoch in Jupiters Atmosphäre ausbreitet.
Eine der ersten Theorien war die „Floßhypothese“, die wohl erstmals 1881 von C. W. Hough in seinem Jahresbericht für das Dearborn Observatory vorgeschlagen wurde. Er schlug vor, dass der Große Rote Fleck als Floß in der Atmosphäre des Jupiters driftet. Das Floß sollte hauptsächlich aus verschieden festen Formen von Wasser bestehen. Solche waren im Labor unter hohem Druck hergestellt worden. Hide schlug vor, dass der Große Rote Fleck aufgrund einer Taylor-Säule (siehe Corioliskraft) entstehen könnte: Wenn ein fester Gegenstand langsam durch einen rotierenden Flüssigkeitsbehälter bewegt wird, trägt der Gegenstand eine relativ stagnierende Flüssigkeitssäule mit sich, die parallel zur Rotationsachse ausgerichtet ist. Taylorsäulen können auch durch Unregelmäßigkeiten wie Unebenheiten und Riffelungen am Boden eines starren Behälters entstehen, wenn sich die Flüssigkeit gegenüber dem Behälter bewegt. Der Große Rote Fleck befindet sich auf einem Breitengrad, auf dem die Bedingungen für die Bildung einer Taylor-Säule besonders günstig wären. Das klärt jedoch nicht die Frage, weshalb es nur ein solches Merkmal oder Objekt geben sollte. Laut Marcus sind die Gründe für die riesige Ausdehnung des Sturms Jupiters schnelle Rotation, die nahezu dissipationslose Atmosphäre ohne Grenzschicht und stark scherende Ost-West-Winde. Er schlägt vor, dass Wirbelstürme auf Jupiter das Verhalten von quasi-geostrophischen Wirbeln widerspiegeln, die in einen Ost/West-Wind mit einem Band einheitlicher potentieller Wirbelstärke eingebettet sind.
Laut Irwin gibt es vier mögliche Mechanismen, die den Großen Roten Fleck antreiben: barotrope Scherung (die Dichte der Luft hängt nur vom Druck ab), barokline Scherung (bei der die Dichte sowohl von der Temperatur als auch vom Druck abhängt), lokaler Antrieb (z. B. durch feuchte Konvektion) und das Einfangen und Absorption von kleineren Wirbeln. Die Antriebsmechanismen sind weiterhin unklar. Das Einfangen kleinerer Wirbel würde dazu führen, dass sich ihr Schwung im äußeren Ring des Großen Roten Flecks ablagert. Die beobachtete Breite des Ringe von 300 bis 500 km steht im Einklang mit der kleinsten Skala der beobachteten Wirbel. Eine andere Möglichkeit ist, dass der Große Rote Fleck ein freier Modus des Zirkulationssystems Jupiters ist. Dieser bräuchte nur wenig Antrieb gegen dissipative Effekte. Wenn die Reibungskräfte auf dem Riesenplaneten so gering sind, wie es den Anschein hat, dann können solche Wirbel spontan entstehen und dann auch langlebig sein. Daher könnte der Große Rote Fleck auch als ein riesiges „Schwungrad“ betrachtet werden, das durch die geringen Reibungskräfte in der Atmosphäre schwer zu stoppen ist.

## Amateurbeobachtungen

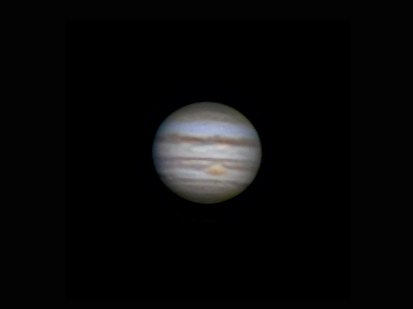
Bild vom Jupiter mit einem Amateurteleskop

Bereits mit gehobenen Amateurteleskopen kann man die Bänderstruktur des Jupiters und des darin eingebetteten Großen Roten Flecks beobachten. Der Fleck ist, bedingt durch Jupiters schnelle Rotation, etwa zweimal am Tag zu sehen. Der beste Zeitpunkt ist, wenn der Sturm den Meridian des Jupiters kreuzt. Ein Teleskop mit einer Öffnung von 4 bis 6 Zoll ist ausreichend, um Jupiters Großen Roten Fleck zu erkennen. Heute stellen Amateurastronomen mit hochentwickelter Ausrüstung und Software den professionellen Astronomen durch systematische Beobachtungen von Jupiter eine Reihe wertvoller Ressourcen zur Verfügung.

## Galerie

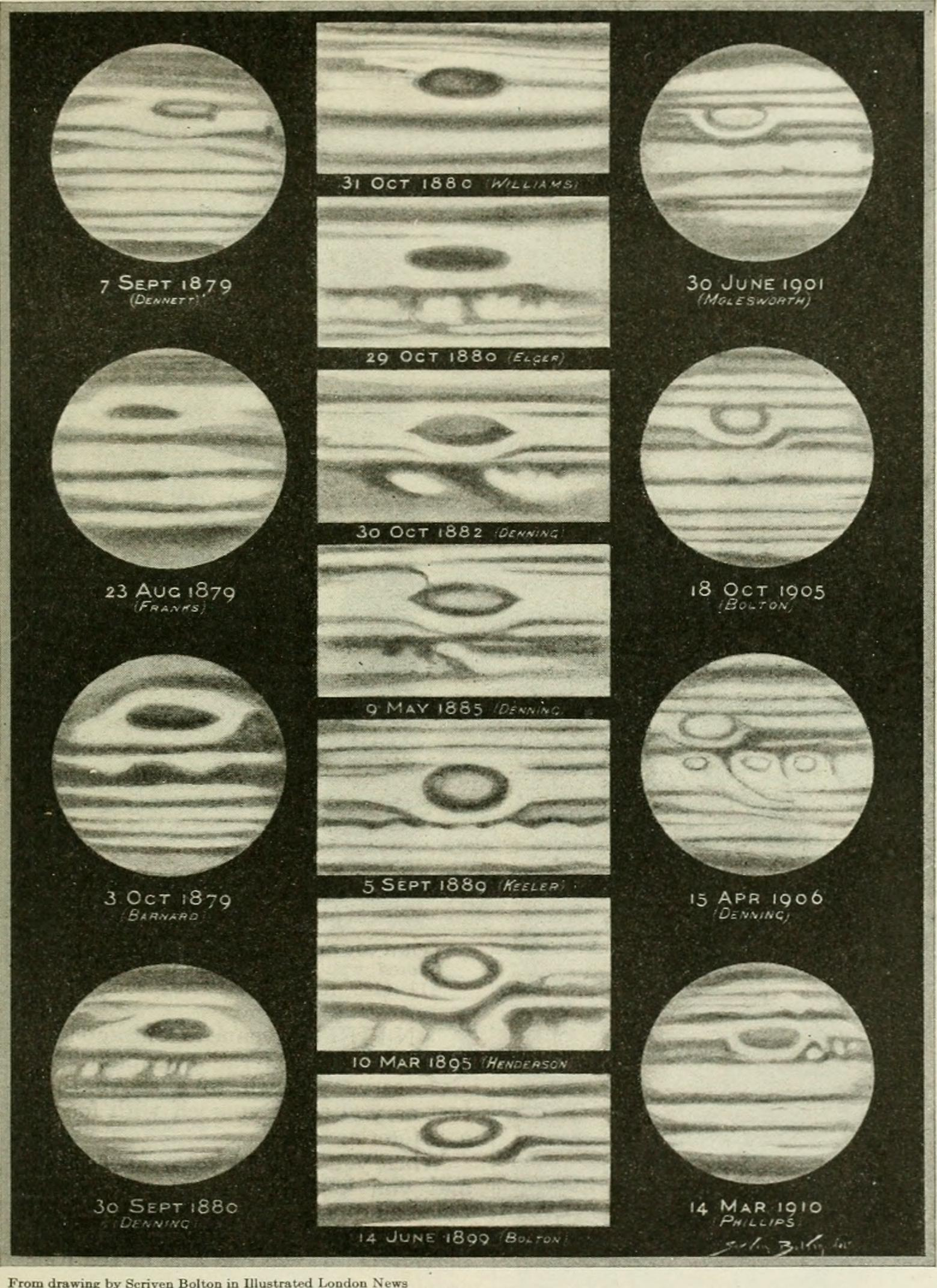
Zeichnungen aus den Jahren 1879 bis 1910
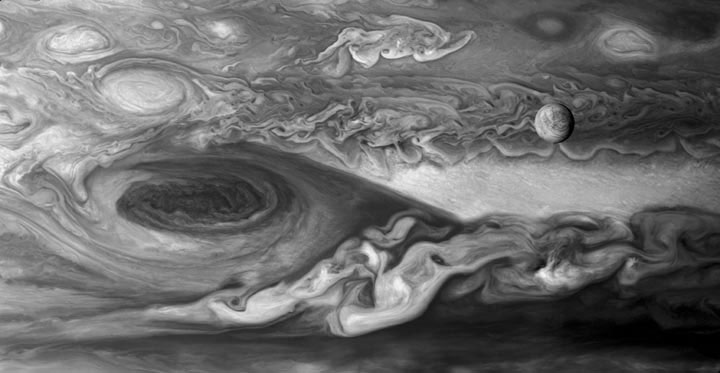
Der Mond Europa und der Große Rote Fleck im Jahr 1979
Diese Animation von Aufnahmen der Cassini Raumsonde im Jahr 2000 zeigt die Dynamik der Atmosphäre Jupiters.
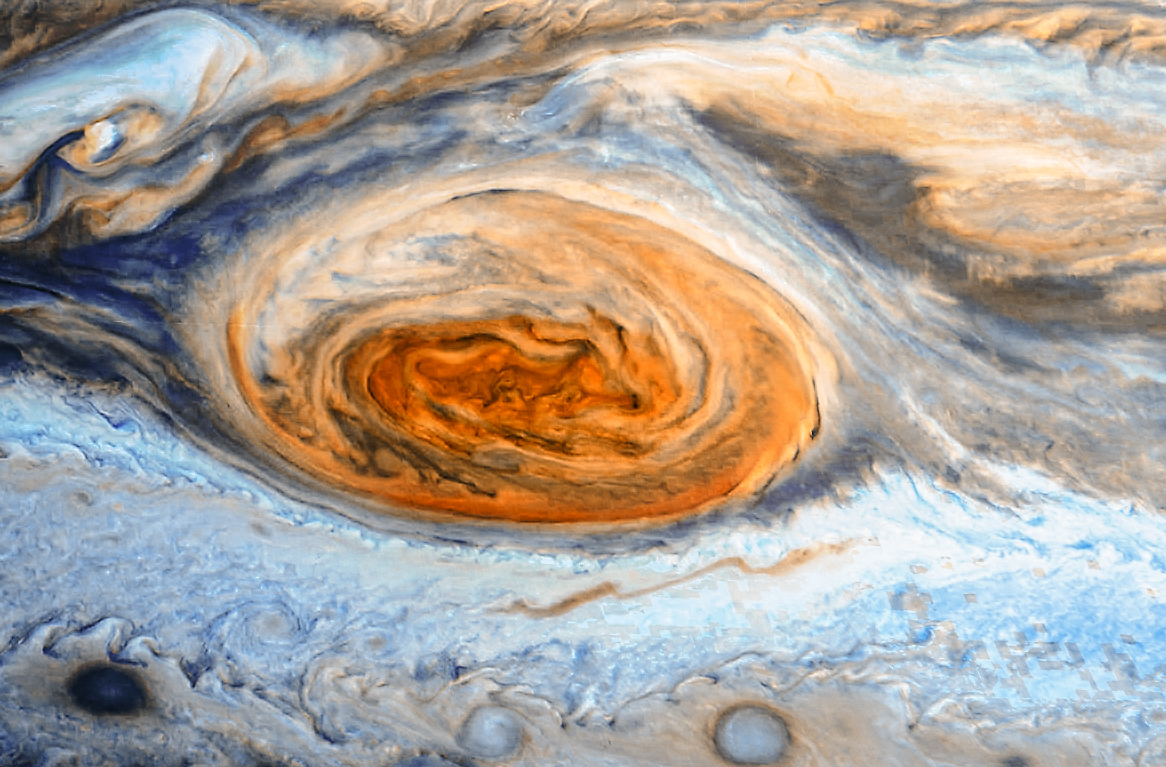
Aufnahme der Raumsonde Galileo aus dem Jahr 1996
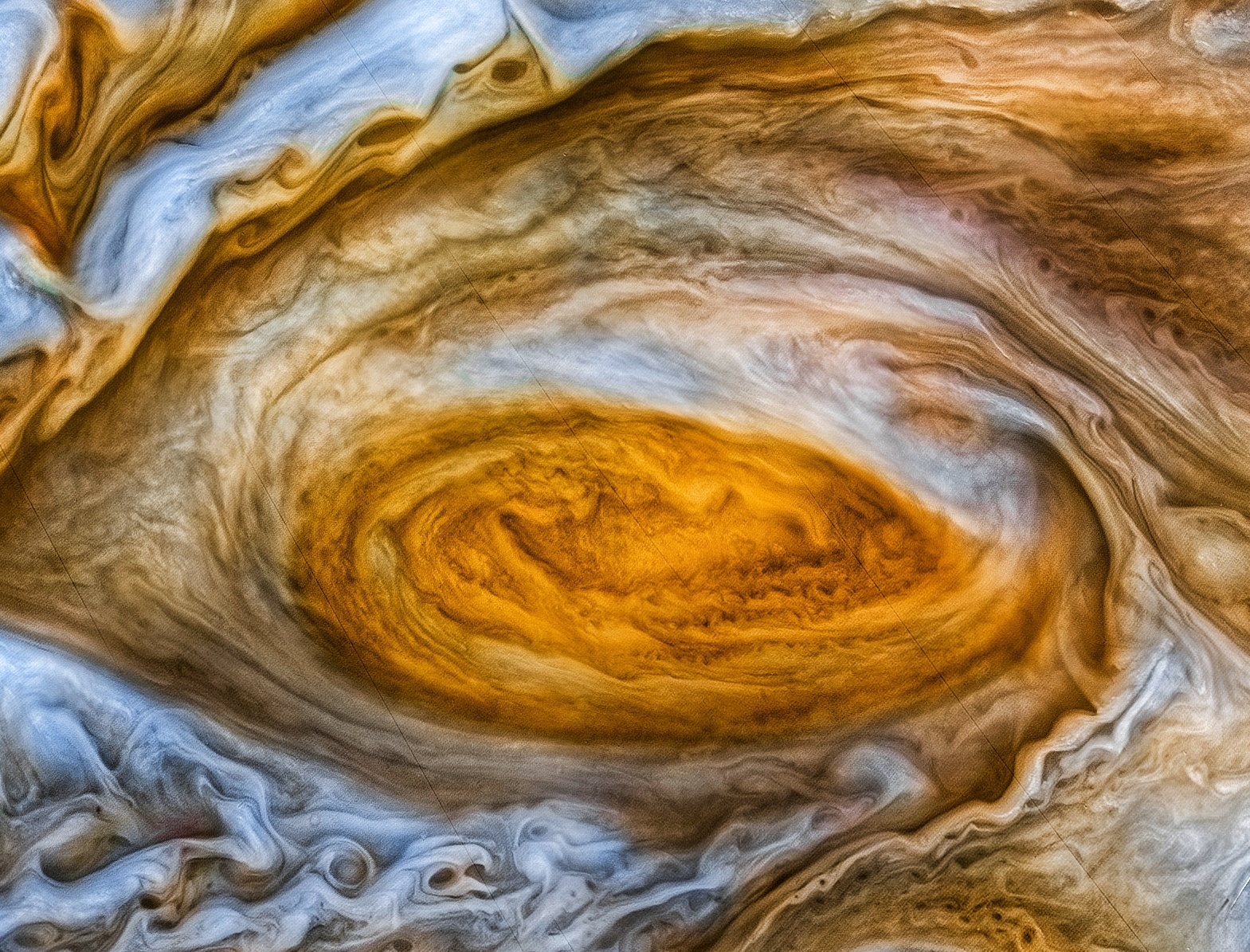
Aufnahme der Raumsonde Voyager 1 vom 3. März 1979
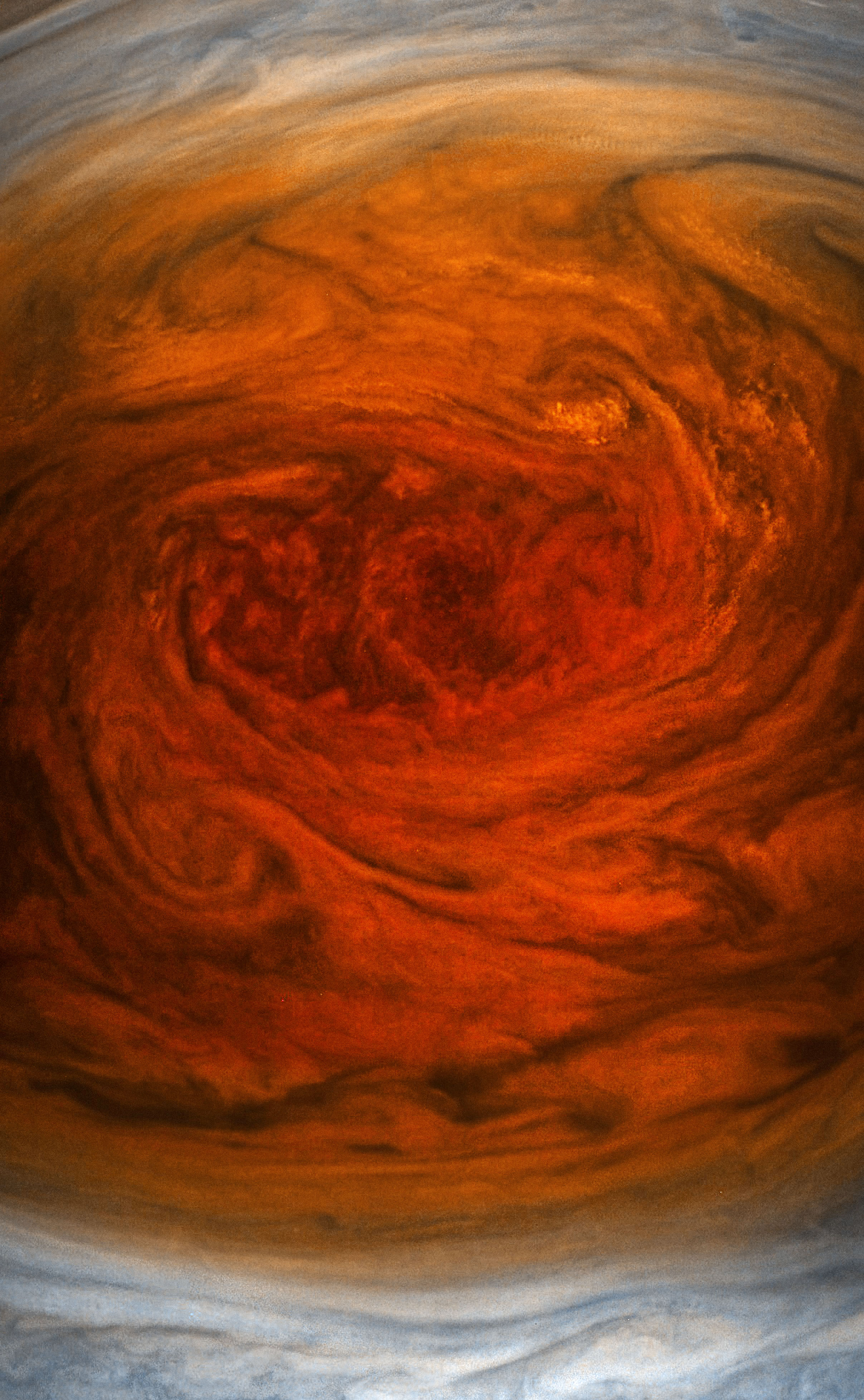
Aufnahme des Sturms aus einer Entfernung von 8000 km durch die Raumsonde Juno im Jahr 2017